# Michael Vejar
Laurence Michael „Mike“ Vejar (geb. am 25. Juni 1943 in Los Angeles) ist ein US-amerikanischer Fernsehregisseur.

## Karriere
Vejar begann seine Laufbahn Ende der 1970er Jahre als Regisseur bei der Fernsehserie Fantasy Island, von der er zehn Episoden inszenierte. In den 1980er Jahren war er ein gefragter Fernsehregisseur und arbeitete für zahlreiche populäre Fernsehserien. Unter anderem führte er in dieser Zeit bei 14 Folgen von Magnum und bei 17 Folgen von MacGyver Regie. In den 1990er Jahren machte er sich als Regisseur zahlreicher Science-Fiction-Fernsehserien einen Namen, unter anderem arbeitete er für Babylon 5, Star Trek: Deep Space Nine und Star Trek: Raumschiff Voyager. Für Babylon 5 inszenierte er auch die beiden Fernsehfilme Der erste Schritt (1998) und Waffenbrüder (1999).

## Filmografie (Auswahl)
- 1979–1981: Fantasy Island (Fernsehserie, 10 Folgen)
- 1981: Der unglaubliche Hulk (The Incredible Hulk, Fernsehserie, 4 Folgen)
- 1981: Quincy (Quincy, M. E., Fernsehserie, Folge 6x10)
- 1981–1982: Simon & Simon (Fernsehserie, 5 Folgen)
- 1981–1985: Magnum (Fernsehserie, 14 Folgen)
- 1982: Die Himmelhunde von Boragora (Tales of the Gold Monkey, Fernsehserie, Folge 1x09)
- 1982: Frank Buck – Abenteuer in Malaysia (Bring ’Em Back Alive, Fernsehserie, Folge 1x05)
- 1982: Strike Force (Fernsehserie, Folge 1x19)
- 1983: Agentin mit Herz (Scarecrow and Mrs. King, Fernsehserie, Folge 1x04)
- 1983: Cagney & Lacey (Fernsehserie, Folge 2x22)
- 1983–1984: Lotterie (Fernsehserie, 2 Folgen)
- 1983–1985: Matt Houston (Fernsehserie, 5 Folgen)
- 1984: Das A-Team (The A-Team, Fernsehserie, Folge 2x21)
- 1984: Trio mit vier Fäusten (Riptide, Fernsehserie, Folge 2x10)
- 1984: Hot Pursuit (Fernsehserie, 2 Folgen)
- 1984: Hawaiian Heat (Fernsehfilm)
- 1985: Suburban Beat (Fernsehfilm)
- 1985–1986: Die Lady mit dem Colt (Lady Blue, Fernsehserie, 3 Folgen)
- 1986: Fame – Der Weg zum Ruhm (Fame, Fernsehserie, Folge 5x23)
- 1986: Die Fälle des Harry Fox (Crazy Like a Fox, Fernsehserie, Folge 2x17)
- 1987: Die glorreichen Zwei (Houston Knights, Fernsehserie, Folge 1x02)
- 1987: Spenser (Spenser: For Hire, Fernsehserie, Folge 2x18)
- 1987–1992: MacGyver (Fernsehserie, 17 Folgen)
- 1988: Raumschiff Enterprise – Das nächste Jahrhundert (Star Trek: The Next Generation, Fernsehserie, Folge 1x18)
- 1988: In geheimer Mission (Mission: Impossible, Fernsehserie, Folge 1x07)
- 1989: Zurück in die Vergangenheit (Quantum Leap, Fernsehserie, Folge 1x07)
- 1989: Nightingales (Fernsehserie, Folge 1x09)
- 1990: Zorro – Der schwarze Rächer (Zorro, Fernsehserie, 6 Folgen)
- 1990: True Blue (Fernsehserie, 2 Folgen)
- 1991: P.S.I. Luv U (Fernsehserie, Folge 1x02)
- 1992–1993: Homefront (Fernsehserie, 6 Folgen)
- 1993: Walker, Texas Ranger (Fernsehserie, 2 Folgen)
- 1994: Viper (Fernsehserie, Folge 1x11)
- 1994: MacGyver – Jagd nach dem Schatz von Atlantis (MacGyver: Lost Treasure of Atlantis, Fernsehfilm)
- 1994: Models Inc. (Fernsehserie, Folge 1x16)
- 1994: RoboCop (Fernsehserie, 5 Folgen)
- 1994–1998: Babylon 5 (Fernsehserie, 14 Folgen)
- 1995: Akte X – Die unheimlichen Fälle des FBI (The X-Files, Fernsehserie, Folge 2x21)
- 1995: New York Undercover (Fernsehserie, Folge 1x16)
- 1995: Renegade – Gnadenlose Jagd (Renegade, Fernsehserie, Folge 3x13)
- 1995–1996: Superman – Die Abenteuer von Lois & Clark (Lois & Clark: The New Adventures of Superman, Fernsehserie, 2 Folgen)
- 1996: Der Sentinel – Im Auge des Jägers (The Sentinel, Fernsehserie, 2 Folgen)
- 1996–1998: F/X (Fernsehserie, 8 Folgen)
- 1997–1999: Star Trek: Deep Space Nine (Fernsehserie, 7 Folgen)
- 1997–2001: Star Trek: Raumschiff Voyager (Star Trek: Voyager, Fernsehserie, 13 Folgen)
- 1998: Babylon 5: Der erste Schritt (Babylon 5: In the Beginning, Fernsehfilm)
- 1999: Babylon 5: Waffenbrüder (Babylon 5: A Call to Arms, Fernsehfilm)
- 1999: Crusade (Fernsehserie, 4 Folgen)
- 1999–2000: Seven Days – Das Tor zur Zeit (Seven Days, Fernsehserie, 4 Folgen)
- 2001–2005: Star Trek: Enterprise (Fernsehserie, 11 Folgen)
- 2002: Babylon 5: The Legend of the Rangers: To Live and Die in Starlight (Fernsehfilm)
- 2002–2004: Jeremiah – Krieger des Donners (Jeremiah, Fernsehserie, 8 Folgen)
- 2003: Dead Zone (The Dead Zone, Fernsehserie, Folge 2x11)
- 2004: Third Watch – Einsatz am Limit (Third Watch, Fernsehserie, Folge 5x18)
- 2005: JAG – Im Auftrag der Ehre (JAG, Fernsehserie, Folge 10x20)

## Auszeichnungen
- 1990: Nominierung für den Emmy-Award als bester Regisseur für Wunderbare Jahre (Episode Good-bye)